# Miroslav Rutte
Pour les articles homonymes, voir Rutte.
Miroslav Rutte, né le 10 juillet 1889 à Prague – mort le 24 novembre 1954 dans la même ville, est un critique littéraire, critique de théâtre, écrivain et poète tchécoslovaque.

## Œuvres
Poésies
- Měsíčná noc

Prose
- Zamilovaní přátelé : lyrická komedie o třech dějstvích s předehrou a dohrou podle Marivauxovy veselohry "Druhé překvapení lásky", Praha : A. Neubert, 1936
- Román, jejž jsme zapomněli : hra o jednom dějství, Praha : A. Neubert, 1941